# Pulau Godon
Pulau Godon är en ö i Indonesien.   Den ligger i provinsen Moluckerna, i den östra delen av landet, 2 800 km öster om huvudstaden Jakarta. Arean är 0,70 kvadratkilometer.
Terrängen på Pulau Godon är platt. Öns högsta punkt är 24 meter över havet. Den sträcker sig 1,0 kilometer i nord-sydlig riktning, och 1,0 kilometer i öst-västlig riktning.